# まつだい駅
まつだい駅（まつだいえき）は、新潟県十日町市松代にある、北越急行ほくほく線の駅である。駅舎は道の駅まつだいふるさと会館を併設している。

## 歴史

### 駅名の由来
開業当時の町名（松代町）にちなむが、駅名が平仮名である理由は、利用者や地域住民に親しみやすくすることと、「松代」と漢字表記にすると、開業当時に存在していた長野電鉄屋代線の松代駅（まつしろえき）と重複することが挙げられる。

### 年表
- 1997年（平成9年）3月22日：ほくほく線（全線：六日町 - 犀潟間）開業と同時に営業開始[1]。
- 2016年（平成28年）4月22日：「特急はくたか記念碑」を駅前に建立、除幕式が行われた[2][3]。

## 駅構造

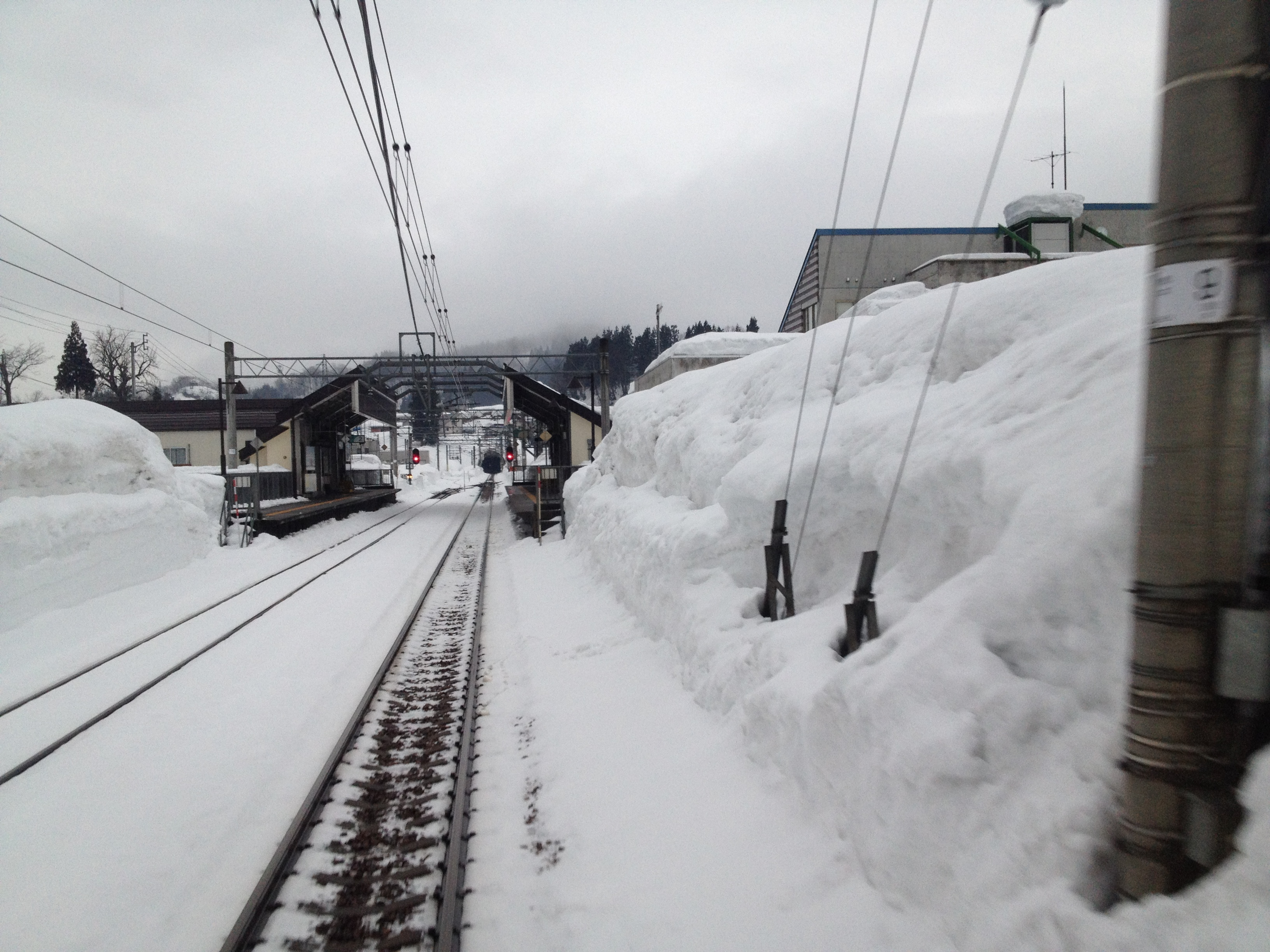
走行中の車内から見た駅構内。右が1番線、左が2番線（2012年2月）

相対式ホーム2面2線の地上駅で、ホームにはそれぞれ北口と南口が設けられており、両ホームは地下通路で連絡している。犀潟方面に向かって本線から左側に副本線（待避線）が分岐している一線スルー方式となっており、かつては特急列車の待避も行なわれていた。しかし現在当駅での定期列車の交換は行われておらず、臨時を除き全ての列車が1番線（本線側）から発着する。ホーム長は1・2番線とも、2両編成まで対応している。
なお、列車通過時にはJR西日本の米子支社が使用しているものと同じメロディーが流れる。
超快速は通過していたが、廃止当時は停車していた。

### のりば
| 番線 | 路線        | 方向 | 行先               |
| ---- | ----------- | ---- | ------------------ |
| 1・2 | ■ほくほく線 | 上り | 十日町・六日町方面 |
| 1・2 | ■ほくほく線 | 下り | 犀潟・直江津方面   |

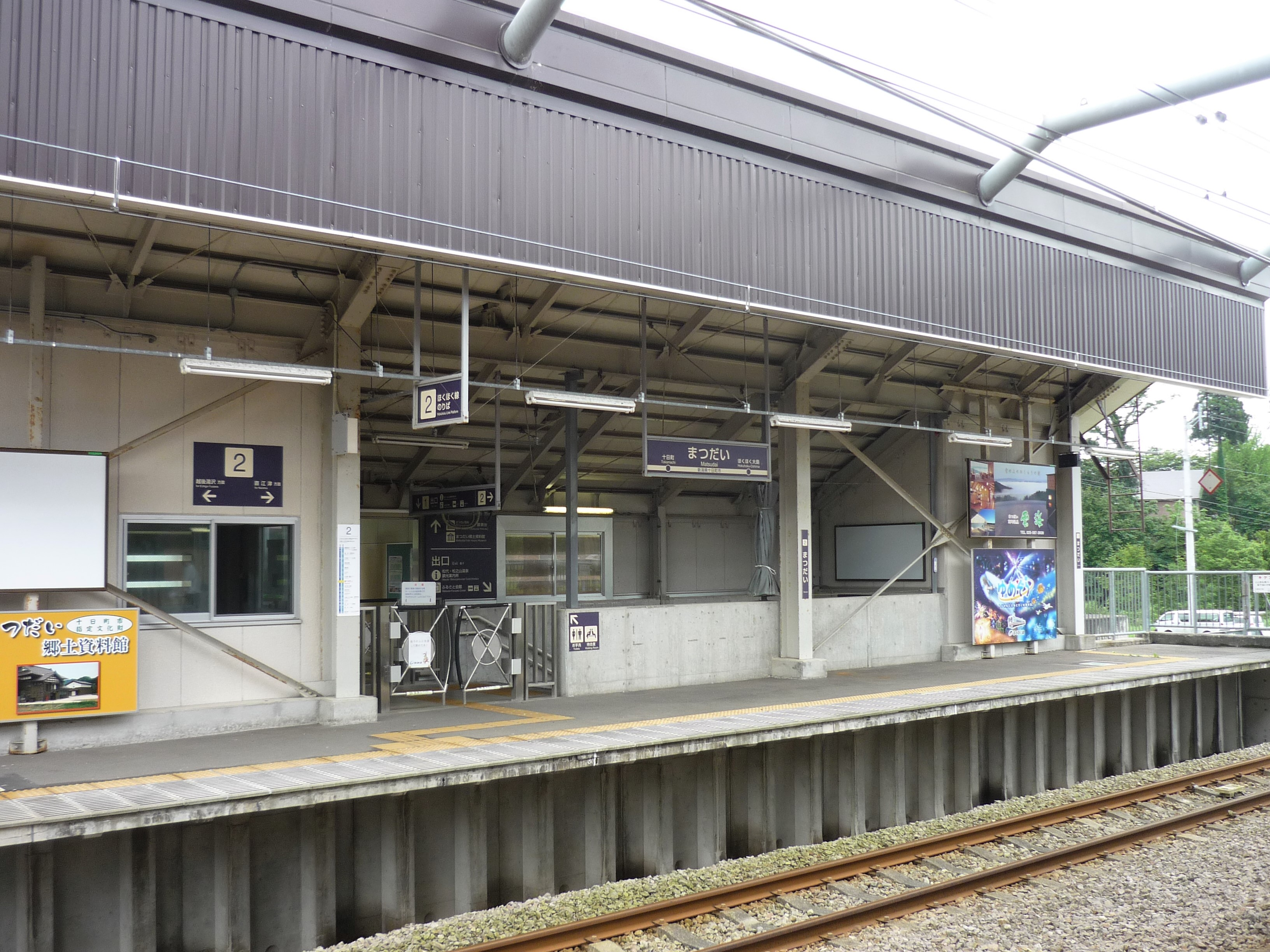
ホーム（2017年8月）
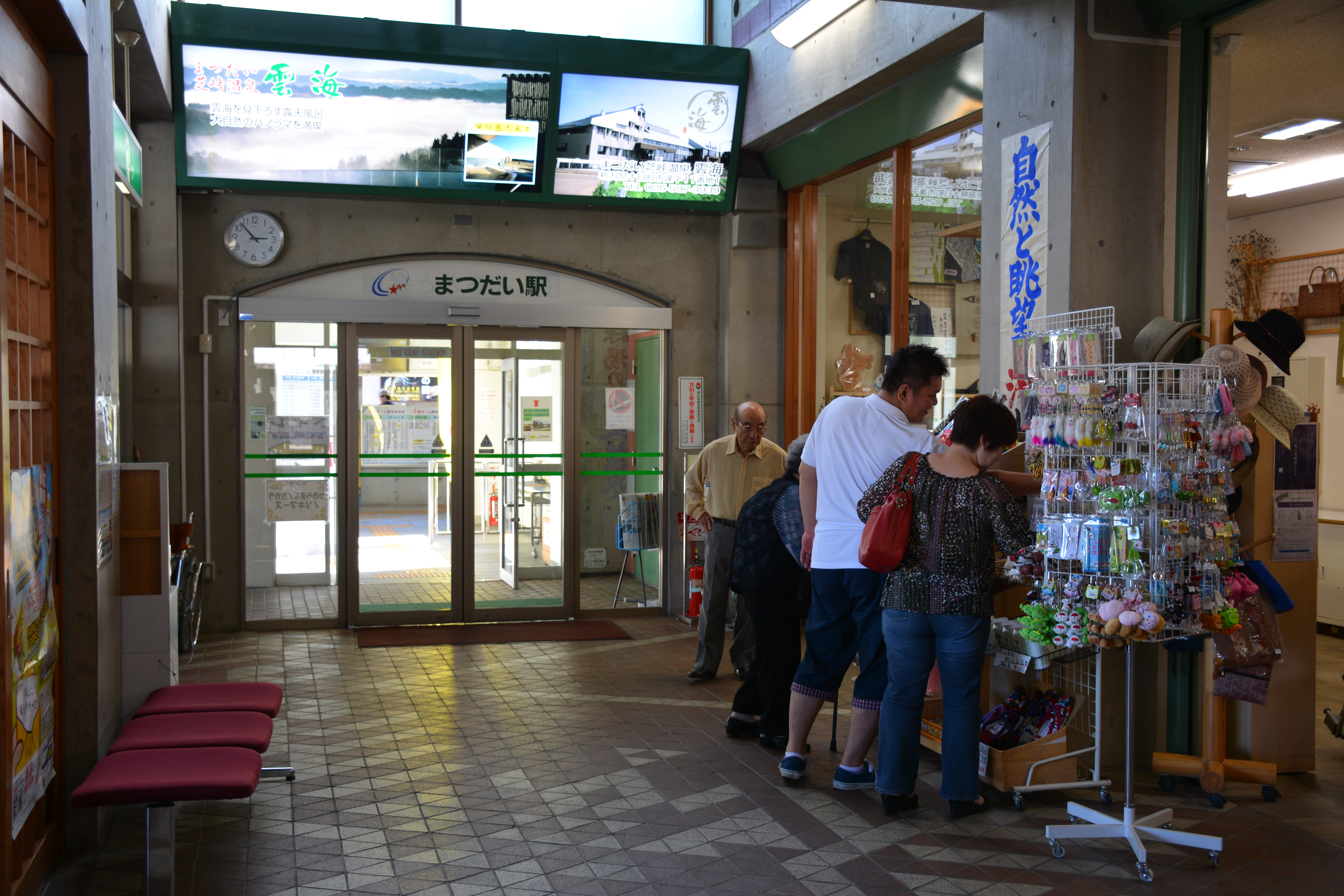
まつだい駅北口・ふるさと会館側入口。直接待合室に通じる通路もある（2014年9月）
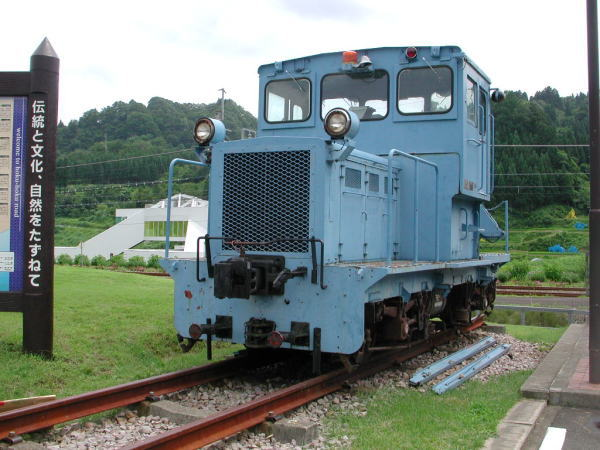
ほくほく線の線路敷設に使用されたモーターカー。後方の白い建物は「農舞台」（現在[いつ?]は撤去）

## 利用状況
| 1日乗降人員推移 | 1日乗降人員推移 |
| 年度            | 1日平均人数     |
| --------------- | --------------- |
| 2011年          | 616             |
| 2012年          | 625             |
| 2013年          | 585             |
| 2014年          | 589             |
| 2015年          | 499             |
| 2016年          | 508             |
| 2017年          | 473             |
| 2018年          | 453             |

## 駅周辺

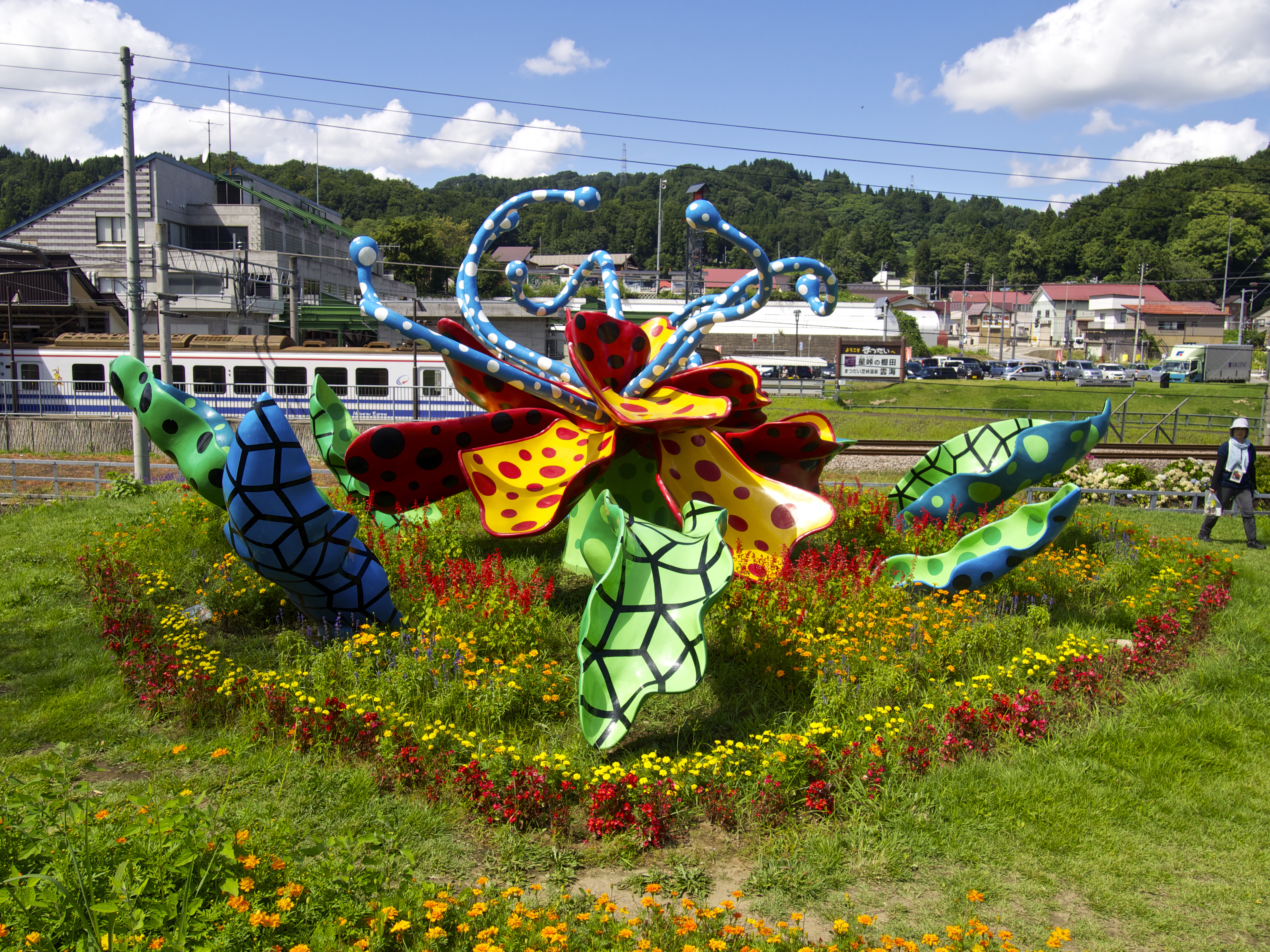
駅南側の恒久作品「花咲ける妻有」

十日町市松代地区（旧・松代町）の中心部に位置し、北側には「ほくほく通り商店街」と呼ばれる小規模な商店街がある。その周辺には市役所支所や郵便局といった公共施設が集中している。
駅南側の一帯は大地の芸術祭 越後妻有アートトリエンナーレ「松代エリア」の拠点、「まつだい「農舞台」フィールドミュージアムとなっており、屋内外で数多くのアート作品を鑑賞できる。時期によっては、レンタサイクル等の二次交通が実施されることもある。このほか、当駅は越後松代棚田群・松之山温泉・美人林など観光資源が豊富な「松之山郷」と呼ばれる地域の玄関口となっている。
- まつだい「農舞台」フィールドミュージアム
  - まつだい「農舞台」（連絡通路にて直結）
  - 城山
  - 松代城展望台
  - まつだい郷土資料館
- 新潟県立松代高等学校
- 十日町市立松代中学校
- 十日町市立松代小学校
- 松代総合体育館
- 松代郵便局
- 国道253号
- 東日本電信電話松代電話交換所
- 新潟県立松代病院
- 十日町市松代ファミリースキー場

## バス路線
2021年4月時点での情報を示す。
- 東頸バス「まつだい駅前」停留所
  - 松之山温泉 行
  - 十日町駅前 行
  - 豊田 行
- 市営バス「まつだい駅」停留所
  - 松代地区内各路線

## 隣の駅
北越急行
■ほくほく線
十日町駅 - （薬師峠信号場） - まつだい駅 - （儀明信号場） - ほくほく大島駅